# Эхталь
Эхталь — деревня в Таборинском районе Свердловской области России.

## Географическое положение
Деревня Эхталь муниципального образования «Таборинского муниципального района» расположена на левом берегу реки Эхталька (притока Тавды) в 318 км к северо-востоку от Екатеринбурга, в 33 километрах (по автотрассе в 41 километрах) к северу-северо-западу от районного центра села Таборы.

## История
В 1850 году в Таборинской волости Туринского округа Тобольской губернии.
Согласно переписным листам переписи населения Российской империи 1897 года, жители деревни носили следующие фамилии: Черепков, Гусельников, Твёрдов, Кузнецов, Широков, Матуруев, Докукин, Уланский, Храмцов, Новосёлов, Кривоногов, Кутин, Путилов, Валейков, Хомутов, Сергеев, Чернавский, Морозов.
С 1 января 2006 года входит в состав муниципального образования Унже-Павинское сельское поселение.

## Климат
Климат континентальный с холодной зимой и тёплым летом.

## Население
| 2002 | 2010 | 2021 |
| ---- | ---- | ---- |
| 12   | ↘6   | ↘5   |